# Ibrahima Camara (calciatore 1992)
Ibrahima Passy Camara (Conakry, 6 ottobre 1992) è un ex calciatore guineano, di ruolo centrocampista.

## Carriera
Ha giocato nella prima divisione moldava.